# Pouncy
Pouncy is een historisch merk van motorfietsen.
De bedrijfsnaam was: A.J. Pouncy, Overmoigne, Dorchester (Dorset), later St. John Hill, Wareham, Hampshire.
Engels merk dat mooie 147-, 247- en 346 cc tweetakten met Villiers-blokken maakte. Vanaf 1935 hadden de Pouncy-machines OEC-achtervering.
In 1931 verscheen het eerste model, de Pouncy Cob, met een 346cc-Villiers-tweetaktmotor. In 1932 kwam daar ook een raceversie van, naaste een 148cc-model. In 1933, toen het bedrijf verhuisde naar Wareham, werd de Cob vervangen door een 249cc-model, de Pouncy Pal. In 1935 kreeg de Pal een nieuw frame, een nieuwe voorvork en achtervering, maar de productie van die nieuwe model duurde slechts een jaar. In 1936 eindigde de productie.